# ميلتون سينجر
ميلتون سينجر (بالإنجليزية: Milton Singer)‏ هو عالم إنسان أمريكي، ولد في 5 يوليو 1912، وتوفي في 5 ديسمبر 1994.